# Pile romaine de Luzenac
La pile romaine de Luzenac est une tour gallo-romaine en pierre, aussi appelée pile, située à proximité du village de Luzenac de Moulis, sur la commune de Moulis (Ariège), en France.
Ce probable monument funéraire, datant de l'époque romaine aux premiers siècles de notre ère, a perdu sa partie supérieure et ne mesure plus qu'à peine 7 m.
La pile de Luzenac est classée au titre des monuments historiques depuis 1905.

## Situation
Construite en terrain plat dans un site de vallée, la pile se trouve dans un champ à proximité du cimetière de Luzenac entre la RD 618 et le Lez, à 439,5 m d'altitude.
Aucune carte antérieure au XXe siècle ne la mentionne.

## Historique
La datation de cette pile est incertaine, probablement entre le Ier et le IVe siècle apr. J.-C. comme la plupart des monuments analogues. En l'absence d'indices formels, cette fourchette de datation est établie en fonction des caractéristiques architecturales (nature et aspect de la maçonnerie) et par comparaison avec d'autres piles pour lesquelles une datation, même imprécise, peut être établie.
Le terrain situé devant la face principale de la pile (à l'est), est fouillé en 1884 à l'occasion d'une session du Congrès archéologique de France puis en 1910. En 1965, le bureau d'architecture antique de Pau réalise un relevé du monument.
La pile romaine de Luzenac fait l’objet d’un classement au titre des monuments historiques depuis le 6 octobre 1905.

## Description

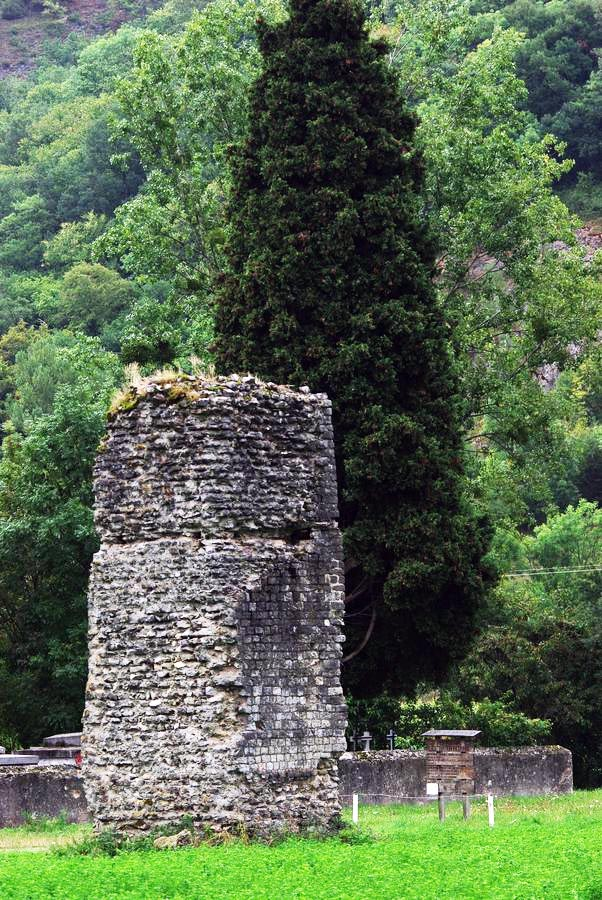
La pile, vue du sud-ouest.

La pile est construite sur un plan presque carré (2,70 m pour les faces nord et sud et 2,76 m pour les faces est et ouest) avec une niche sur la face est qui regarde la rivière. Elle est composée d'un massif de fondation, d'un soubassement haut de 0,83 m, d'un podium d'une hauteur de 3,72 m puis d'un étage supérieur conservé sur 2 m de haut dans lequel est creusé une niche. La hauteur actuelle de l'ensemble est inférieure à 6,50 m.
La niche à fond plat mesure 1,12 m de large pour 1,48 m de profondeur ; toute sa partie supérieure a disparu.

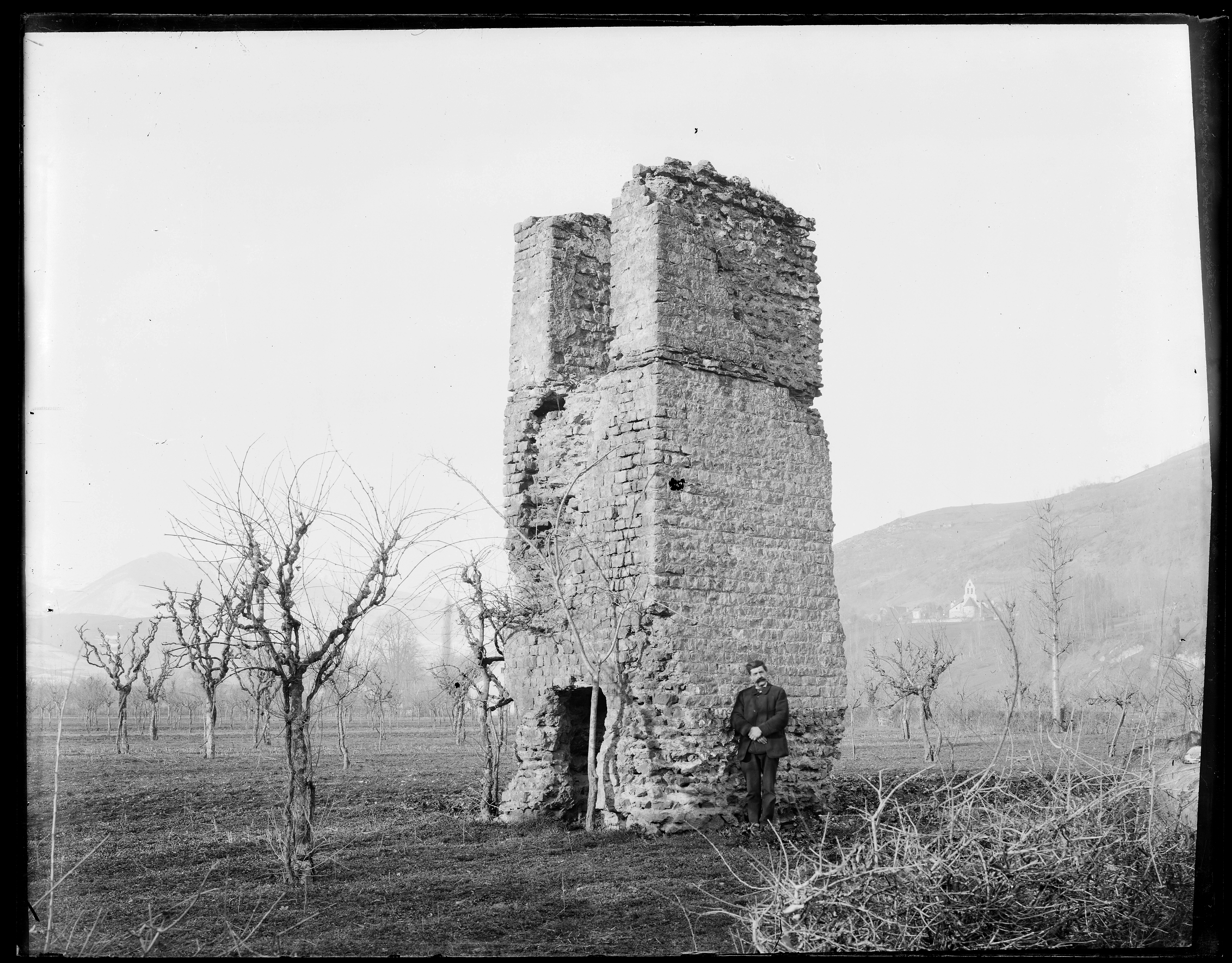
La pile, vue du nord-est (fonds photographique Eugène-Trutat).

Une couverture en pyramide est envisageable en raison du plan du monument, ce qui porterait sa hauteur totale à 9,70 m environ.
Exception faite de la niche, la pile est un massif plein. La maçonnerie est composée d'un noyau en blocage recouvert d'un parement en moellons de petit appareil. Au niveau de l'entablement toutefois, des briques et des pierres plates sont mises en œuvre. La décoration de la pile est mal connue. Ne subsistent que la corniche qui sépare le soubassement du podium, l'entablement qui sépare le podium de l'étage supérieur et, au début du XXe siècle, des éclats de marbre au fond de la niche. Aucune trace de pilastre aux angles du monument ou sur les piédroits de la niche n'est visible. Des traces d'enduit restent visibles sur la face orientale, de part et d'autre de la niche ; d'autres de couleur ocre et ocre rouge, ont été signalés dans la niche au début du XXe siècle.
Des archéologues signalent des vestiges d'autres piles très ruinées dans les environs — l'une d'elles a peut-être été repérée dès 1910 à proximité — ainsi que des tessons de céramique, des fragments de briques et de tuiles marquant peut-être la présence d'un établissement antique. Aucun enclos funéraire n'est toutefois identifié à proximité de la pile. Les fouilles de 1884 révèlent ce qui semble être un vestige de voie antique entre la pile et la rivière, mais les études de 1910 concluent à un simple dépôt alluvionnaire même s'il est probable qu'une voie passe sur cette rive du Lez.

## Fonction
En 1884, et parce qu'on a cru trouver à proximité les vestiges d'une voie, la pile est considérée par les érudits locaux comme un monument religieux dont la niche abrite un dieu païen protecteur des voyageurs mais, même à l'époque, cette opinion ne fait pas l'unanimité.
Malgré l'absence avérée d'un enclos funéraire à sa base il s'agit vraisemblablement, comme pour les autres piles, d’un monument dédié à un personnage local, propriétaire ou notable,. Dans cette hypothèse, et si la présence d'une voie de communication passant entre la pile et la rivière est possible, il n'est pas surprenant que la niche de la pile soit tournée dans cette direction, pour être visible des voyageurs.
En 2015, l'archéologue Frédéric Veyssière constate la proximité de la pile avec une carrière de marbre exploitée dès l'Antiquité, mais sans établir de lien formel entre les deux points distants de moins de trois kilomètres.